# 김정훈 (탁구 선수)
김정훈(1982년 8월 21일 ~ )은 대한민국의 전 국가대표 탁구선수이다. 2007년 아시안컵 탁구대회 개인단식 은메달, 2008년 중국 광저우 세계탁구선수권대회에서 단체 은메달을 획득했다.
2004년 하계 올림픽 대표 선발전에서 2위를 하고도 최종 대표에서 탈락하여 사회적 이슈가 된 적이 있다.
현역시절 초등학교부터 실업팀까지 국내, 국제대회에서 수차례 입상하였고 대한민국 대표선수로 오랜기간 활동해왔다.
[국제대회] 2014 필리핀오픈 단식 3위, 2009 폴란드오픈 복식 1위, 2009 코리아오픈 복식 2위, 2006 대만오픈 단식3위, 복식 3위, 2002 코리아오픈 U-21 단식 1위 등.
[국내대회] 2013 94회 전국체육대회 단체1위, 2013 전국종별탁구선수권 단식 2위, 2008 실업탁구챔피언전 단식 1위 등
2015년을 끝으로 현역에서 은퇴하고 용인시 수지구 상현동에서 "국가대표 김정훈 탁구클럽"을 운영하고 있으며, 유튜브 레슨 동영상을 통해 생활체육 탁구인과의 교류와 탁구 저변 확대에 앞장서고 있다.
현재는 탁구용품 독일의 JOOLA 브랜드를 한국으로 가져와  주력으로 판매 하고 있는 고탁구 대리점의 사장이다.